# 天津司舞

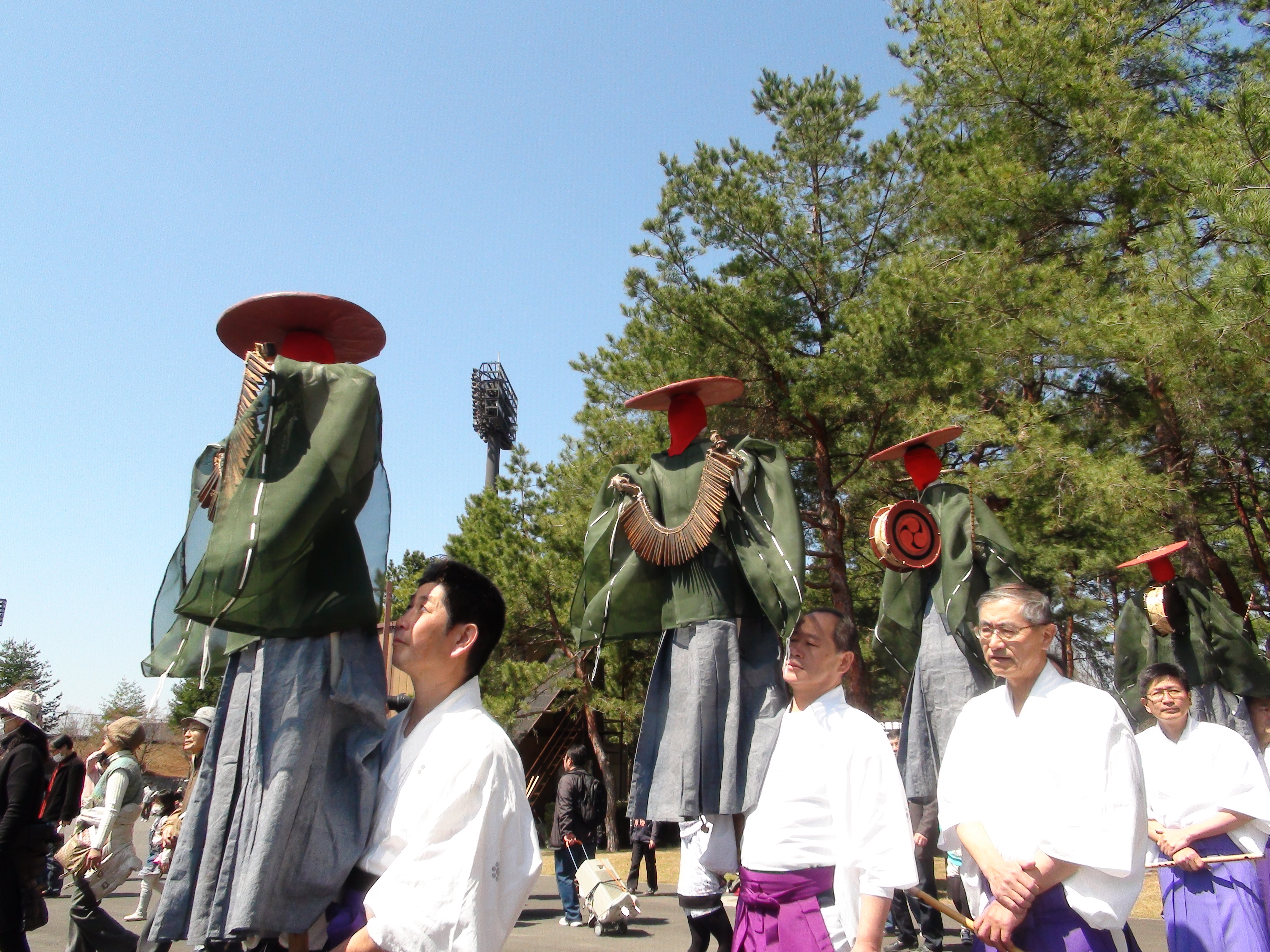
天津司舞の御幸（2012年4月8日撮影）

天津司舞（てんづしまい）、または天津司の舞（てんづしのまい）は、山梨県甲府市小瀬町の天津司神社に伝わる等身大でできた9体の木造人形を用いて田楽舞を演じる神事芸能、伝統芸能である。中世に起源を持つ傀儡田楽（くぐつでんがく）の一種であると考えられており、地元ではオテヅシさん、デッツクさんと呼ばれる。
田楽舞は日本各地の民俗芸能として一般的であるが、人形で演じる民俗は珍しく、1960年（昭和35年）11月7日、山梨県指定無形文化財に指定され、国により1970年（昭和45年）6月8日に記録作成等の措置を講ずべき無形文化財として選択された。さらに、1976年（昭和51年）5月4日には、文化財保護法の改正によって前年1975年（昭和50年）に制定された重要無形民俗文化財の第1回指定（初回指定）を受けた。文化庁による指定種別は、民俗芸能・渡来芸・舞台芸である。

## 概要
天津司舞の行われる甲府市小瀬町は、甲府盆地のほぼ中央部、甲府市南部の平坦地に位置しており、1954年（昭和29年）に甲府市に編入されるまでは、西山梨郡山城村に属していた。小瀬地区のある旧山城村は、中世に開発された低湿地からなる稲作の盛んな一帯で、中世には稲積荘が成立した。
1971年（昭和46年）に甲府市街地を迂回する形で建設された国道20号の甲府バイパスが開通したことにより、小瀬町周辺は商業施設や宅地の開発が行われ、1986年（昭和61年）に開催されたかいじ国体のメイン会場として山梨県小瀬スポーツ公園が造成されるなど、昭和末期から平成にかけて急速に都市化の進んだ地区である。
小瀬町内に鎮座する天津司神社には、神を模した9体の木造等身大人形が安置されており、1年に一度行われる祭典当日、9体の人形は赤布で顔を覆われた状態で天津司神社から、隣町の下鍛冶屋町に鎮座する鈴宮諏訪神社まで、約1キロの御成道（おなりみち、現在は一部小瀬スポーツ公園敷地内）を御幸（おみゆき）し、鈴宮諏訪神社境内に設けられた御船囲い（おふねがこい）と呼ばれる幕囲の内側で、田楽法師を模した人形が赤布の覆面を外し、ささらや太鼓、鼓などを持ち田楽を舞う。
稲作の耕作過程を模擬的に演じる民俗として、田遊びがある。山梨県内で、は少女が模擬的な田植えを行う住吉神社（甲府市住吉）の御田植祭などの民俗事例があり、天津司舞は田楽囃子を人形が行う点が特異とされている。
天津司神社の社記によると「小瀬一帯が湖沼地帯であった頃に、12体の天津神が天から降りてきて舞をして遊んでいたが、そのうちの2神は天に帰り、1神は亡くなった。あとの9神の像を造って小瀬村の諏訪神社に祀ったのがはじまりである」と伝承されている。
田楽舞いは各地の民俗芸能として一般的であるが人形で演じる民俗は珍しく、明治期から昭和初期にかけて注目された。
大正期には若尾財閥三代目の若尾謹之助が実業のかたわら行った郷土研究において天津司舞が調査された。若尾謹之助は甲州財閥と呼ばれた明治期の実業家であり初代甲府市市長でもあった若尾逸平の養子、民造の三男であった。1915年（大正4年）には中途に終わったものの「山梨県志」の編纂事業などを行っている。
若尾は特に郷土文化や民俗に注目し、1916年（大正5年）には山梨県内の郷土玩具を紹介した『おもちゃ籠』などの著作がある。「山梨県志」における調査を基に大正5年に著された『甲斐志料集成、御祭礼及縁日』は、「若尾資料」とも呼ばれ、後述する江戸時代後期から長期間中断していた天津司舞の再現に欠かせない、今日の天津司舞の芸態を決定づけた重要な資料であると評されている。
一方、文部省嘱託で地理学者である小田内通敏は郷土教育により郷土愛を涵養することを目的とした郷土教育運動に基いて『綜合郷土研究』を開始し、第一弾として1935年（昭和10年）に山梨県における調査が実施された。調査では山梨県内の郷土史家や教員らも多く参加し、この時に天津司舞の存在が注目された。

## 起源と語意
天津司舞は、文化年間（1810年頃）に編纂された『甲斐国志』や、嘉永年間（1850年頃）に編纂された大森快庵『甲斐名所図絵』など、近世期の地誌類に記載が見られ、江戸時代後期には上演が行われていたと考えられており、天津司神社および小瀬地区には下記の伝承が古くから言い伝えられている。

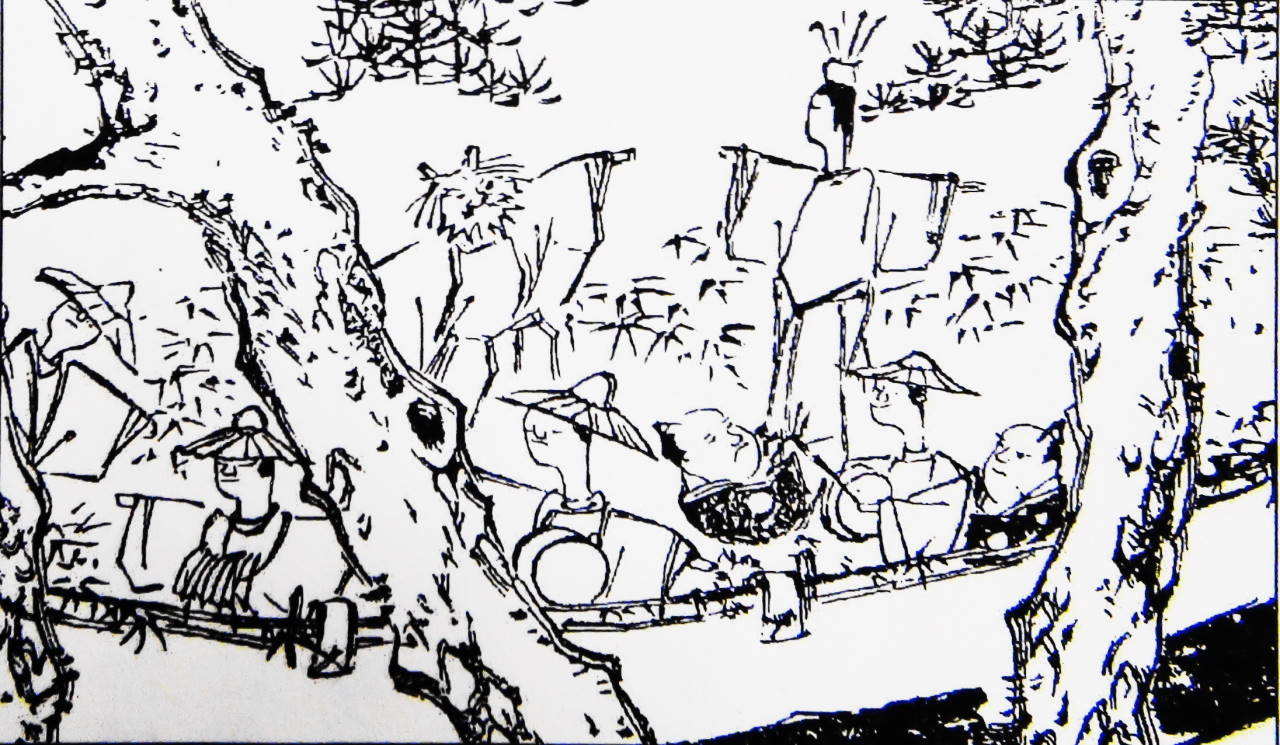
大森快庵『甲斐名所図絵』に描かれた天津司舞（嘉永年間1850年頃）

舞の起源、由来については諸説あり、確定的なものはない。『甲斐国志』ならびに諏訪神社々記にも「その権輿を知らず」とあり、文献から起源を明らかにするものは存在しないが、天津司神社々記には、「建久年間（1190年 - 1199年）に、甲斐武田氏5代の武田五郎信光が、小瀬にあった諏訪神社社地に館を造るため、諏訪神社を下鍛冶屋の鈴宮神社境内に移し、諏訪神社に鎮座していた9体の神像（人形）も、移設した鈴宮神社に祀られるようになった」とあることから、9体の人形は少なくとも建久年間には存在していたと考えられている。その後、大永2年（1522年）8月27日（旧暦）に、天津司神社が小瀬に造営されると、鈴宮にあった9体の神像（人形）は天津司神社の神庫に安置されるようになったため、舞を奉納する時は、天津司神社から鈴宮諏訪神社まで移動（御幸）するようになったと考えられている。

### 沿革と研究史

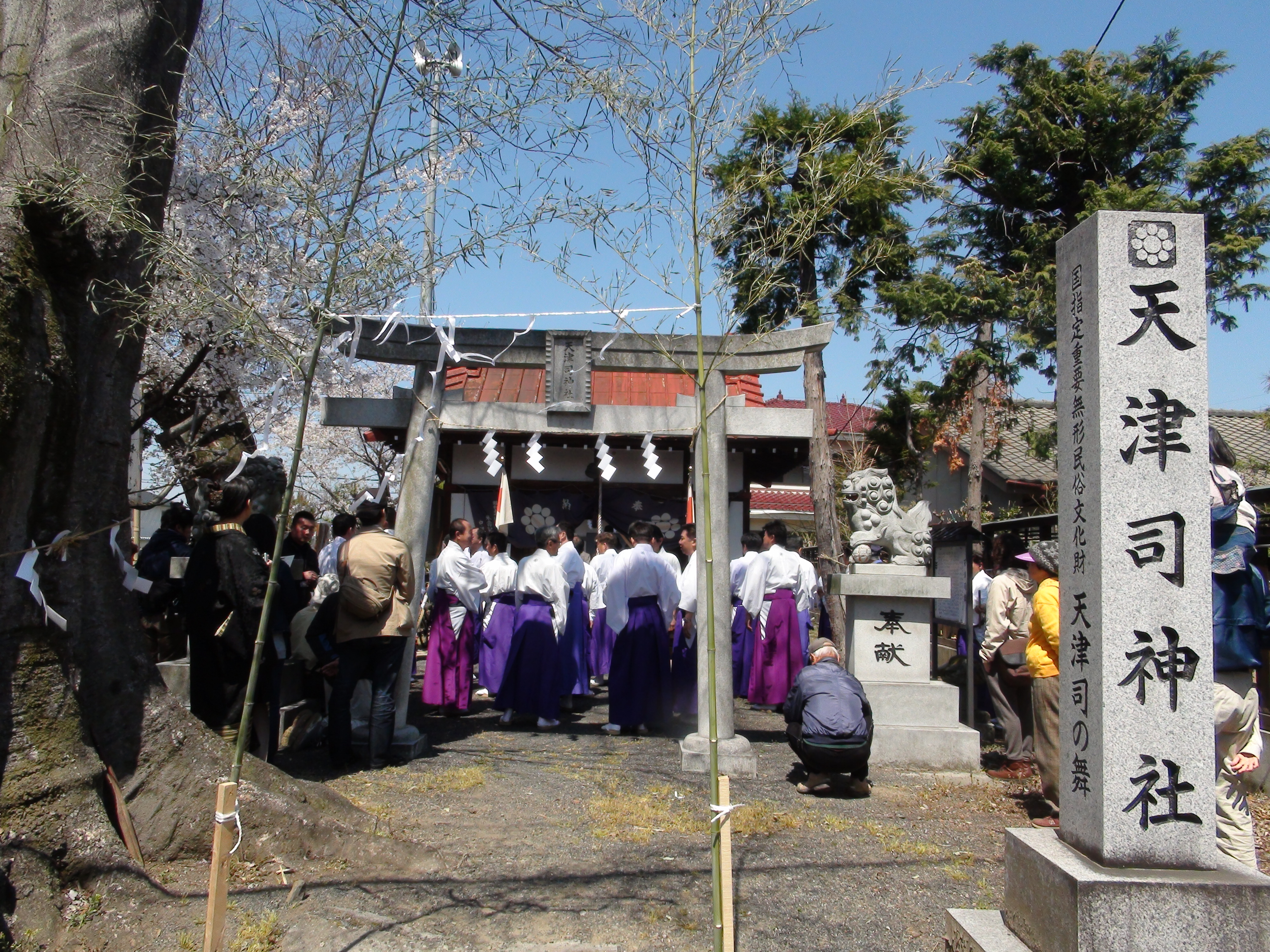
御幸出発の準備が行われている天津司神社

『甲斐国志』によれば、かつては旧暦7月19日に小瀬村17戸に限って天津司舞は行われており、他の家の者はこれに加わることは出来なかったと言われている。天津司舞の祭事に関するもので、年号が確認できる古いものは貞享元年（1684年）にさかのぼり、神前で垣を1本ずつ結ぶ行為が甲府勤番から不浄という理由で差し止められ、以後70年ほど舞いが絶えたという伝承が残されている。その後復活し、『甲斐名所図絵』などから、江戸後期には上演されていたと考えられているが、度重なる水害等により明治維新の頃を前後して再び途絶えてしまう。ただし1898年（明治31年）頃に1度だけ復活しており、この時の奉納者（供奉員）の1人であったと考えられる小瀬在住の古老、山本権太郎による証言をまとめたものが、前述した「若尾資料」である。山本は幕末から明治維新期にかけ生きた小瀬地区在住の古老であり、証言の信憑性は高いものと考えられている。
明治31年以降、長らく途絶えていた天津司舞が次に行われたのは1937年（昭和12年）4月10日であった。これは1936年（昭和11年）に刊行された『山梨県綜合郷土研究』の発刊事業に携わっていた小田内通敏 により、復興の働きかけが行われたことによるものである。小田内は『甲斐国志』、『甲斐名所図絵』、「若尾資料」などの研究により、途絶していた天津司舞を復活させたが、これらの資料の中で芸態の再現の典拠となりえたものは、体験者の証言で作られた「若尾資料」であることは明らかであり、すなわち今日奉納される天津司舞の芸態は、山本権太郎の体験的記憶による近世最末期から明治期の天津司舞をベースにしたものであると考えられている。その後太平洋戦争をはさみ一時中断した時期があったが、1954年（昭和29年）4月10日に再び復活した。2017年現在では毎年4月10日直前の日曜日に、小瀬町住民から構成される天津司の舞保存会によって行われている。
また、2005年（平成17年）に開館した山梨県立博物館では常設展示のうち「水に取り組む」で天津司舞を再現し、紹介を行なっている。

### 天津司の語義と起源

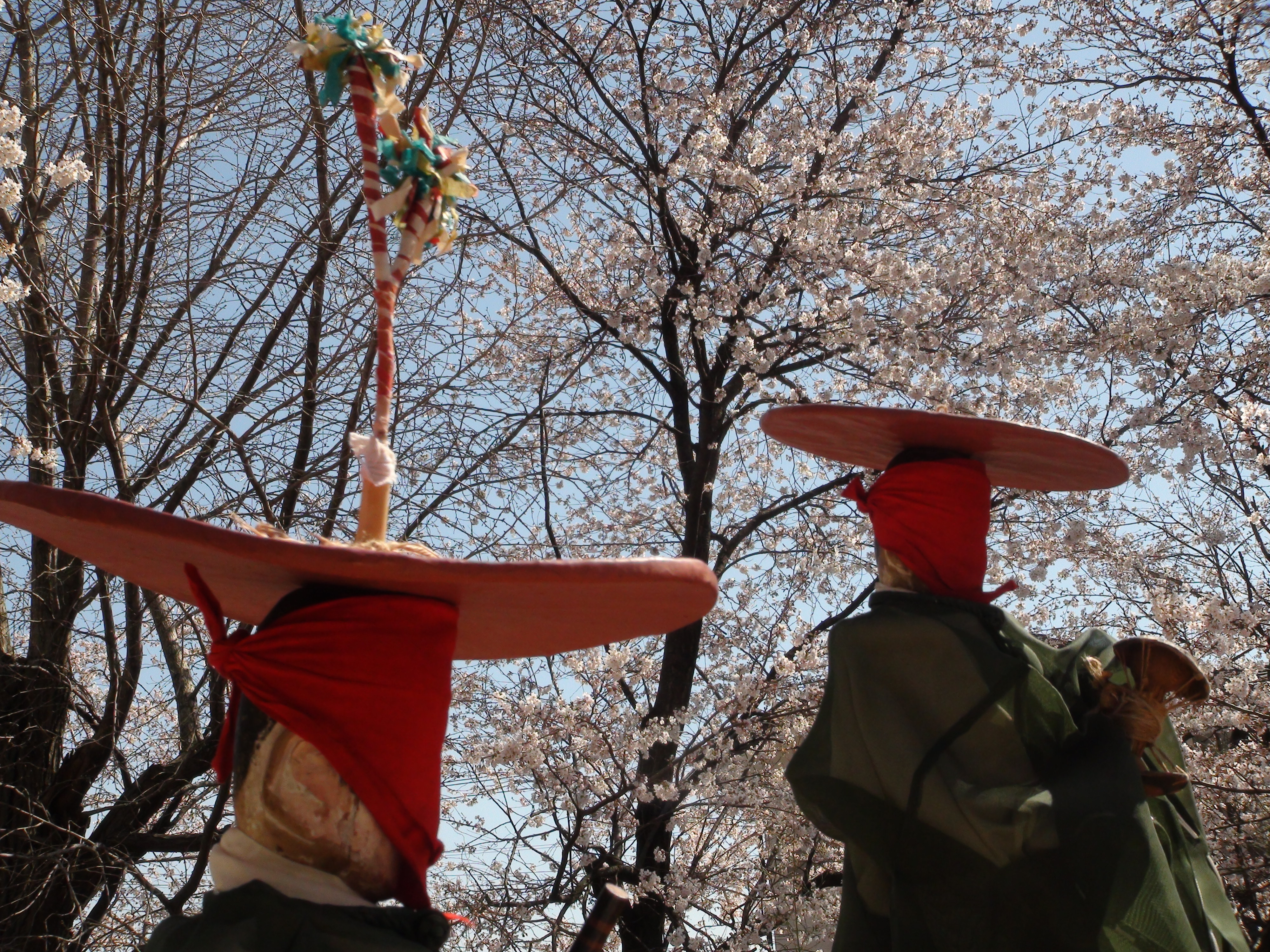
赤い布で顔を隠された御笛様（左）と御鼓様（右）。御笛様の笠には朝鮮風の飾りが着けられている。

「天津司」の語義についても、起源同様さまざまな説があり未解明な部分が多い。『甲斐名所図絵』では「テグツ」の訛語化であるとし、「手傀儡」の意味であると考えられている。一方で、「天津司」を「デクズシ」と読み、「テグ」を人形（木偶）、「ズシ」を人形を収める「厨子」の意味と解する説もある。
傀儡（くぐつ）とは傀儡子とも書かれることもある、諸国を旅しながら芸能によって生計を営む旅芸人集団であり、平安時代（9世紀）にはすでに存在していたと考えられている。傀儡子のなかでも操り人形を使って人形劇を行うものを手傀儡（てくぐつ）と呼ぶ。

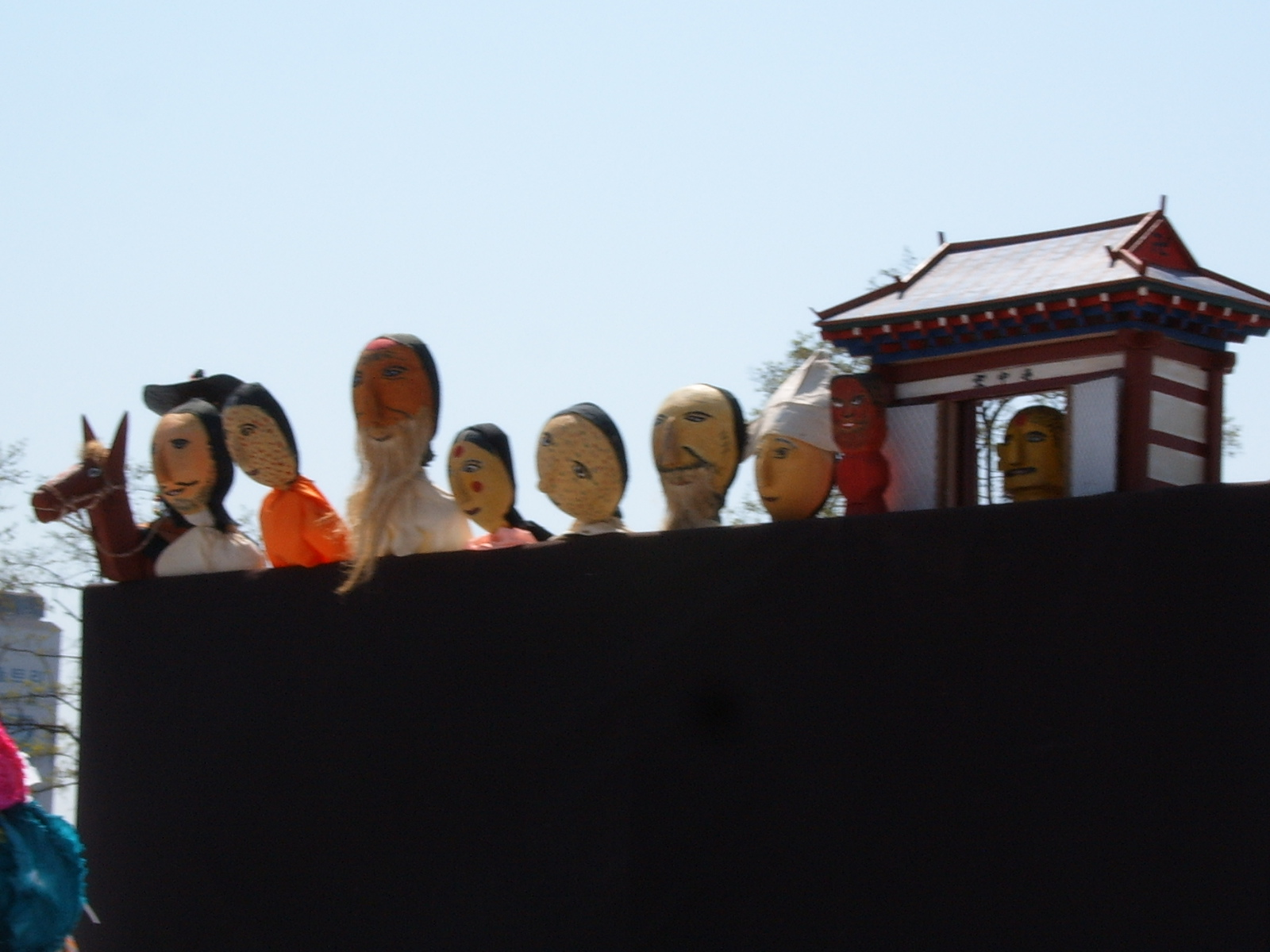
朝鮮のコクトゥカクシノルム。
Hi! Seoul Festivalでの公演。2007年4月28日撮影。

傀儡は現在の中国西域を起源とし、それが木製の人形を操る芸能へ進展し、朝鮮半島を経由して日本へ入ってきたものと考えられており、天津司の舞も、これら操り人形を生業とする傀儡子集団が放浪の旅の末、甲斐国土着の人々と融合し、そこに田楽の要素が加わった芸態と考える説がある。
今日伝わる天津司舞人形の、衣装の裾から手を入れて高く差し上げて動かす形態や、人形の風貌や笠に付けた飾りなどが、朝鮮の「突っ込み人形」と呼ばれる人形劇コクトゥカクシノルムに酷似しているとの指摘もある。
一方の田楽は、平安時代中期に成立した日本の伝統芸能と考えられているが、由来については傀儡同様「渡来のものである」など諸説あり、その起源には未解明の部分が多い。本来、傀儡と田楽は別のものであるにもかかわらず、この2つが合わさったものが天津司舞であり、傀儡（人形）が田楽を舞う例は他には存在しないと言われている。
日本に現存するもので傀儡子から派生した伝統芸能は少なく、他には大分県中津市の古要神社（こようじんじゃ）に伝わる古要神社の傀儡子の舞と相撲と、福岡県築上郡吉富町の古表神社（こひょうじんじゃ）に伝わる八幡古表神社の傀儡子の舞と相撲があるが、これは舞と相撲で構成される人形芝居であり田楽ではない。
鈴宮、天津司2つの神社にまたがり、かつ長期の中断が数回あった天津司舞は、古い文献史料に乏しく、さまざまな見解が存在するが、起源も語義も確定的な見解は出ていない。
なお、人形は全部で9体、祭事全般に使用される定紋は九曜星、お舞奉納で各人形が周回する回数は9周であり、随所に9という数字が関連している。

## 祭典執行

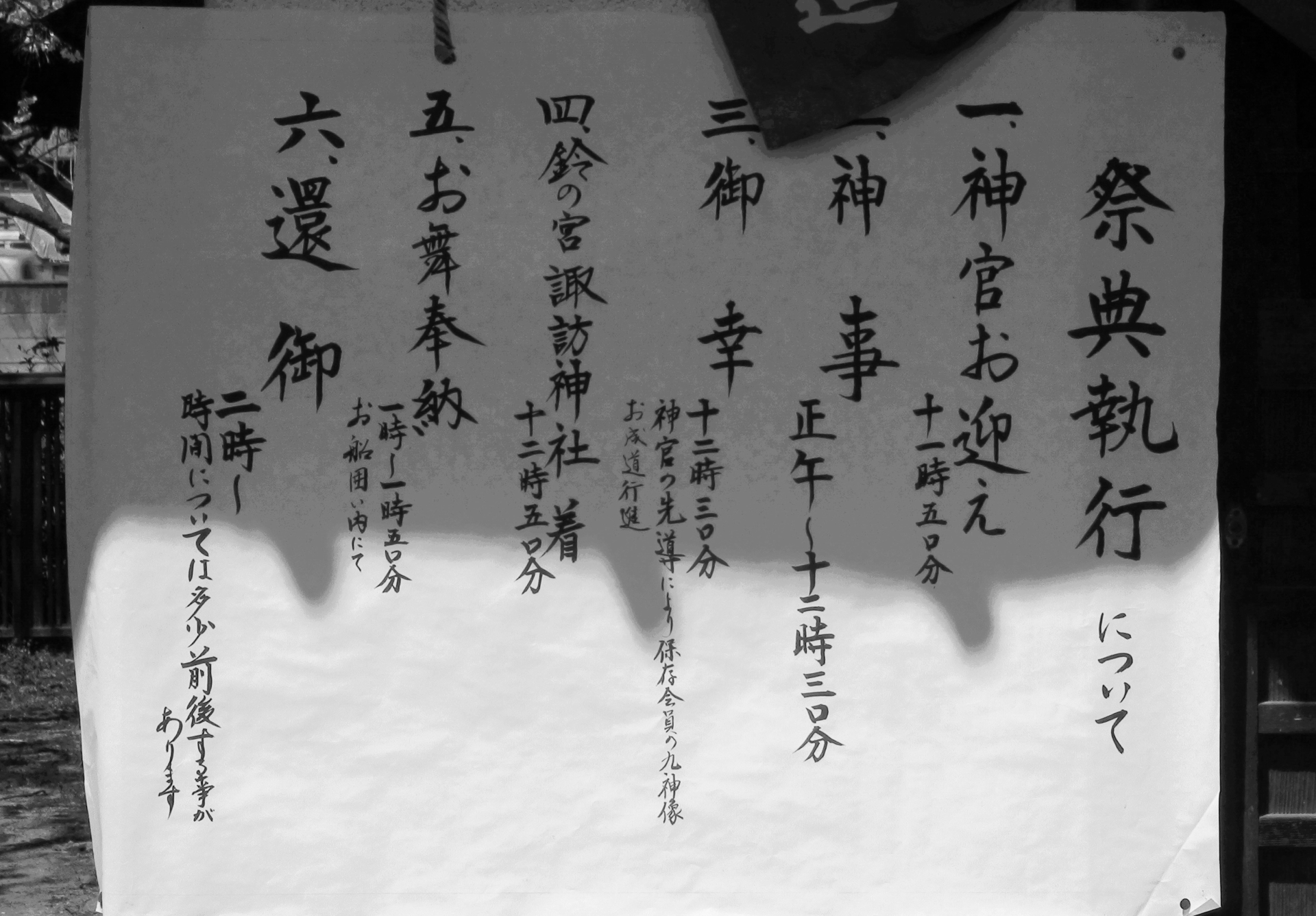
天津司神社社殿に掲げられた天津司舞の予定表

天津司舞は、毎年4月10日直前の日曜日、正午少し前頃より始まり、おおよそ14時過ぎまでの約2時間強をかけて執り行われる。
祭典執行の順序は以下とおり。
1. 神官お迎え
2. 神事
3. 御幸
4. 鈴の宮諏訪神社 着
5. お舞奉納
6. 還御

人形は以下の9体である。御幸の並び順、および舞を行う順序も以下の順である。このうち一の御編木様から 御笛様までの6体は楽器を持ち、7番目の御鹿島様までの7体は、単衣薄手の麻地で作られた萌黄色の装束をまとっている。
1. 一の御編木様（いちのおささらさま）
2. 二の御編木様（にのおささらさま）
3. 一の御太鼓様（いちのおたいこさま）
4. 二の御太鼓様（にのおたいこさま）
5. 御鼓様（おつづみさま）
6. 御笛様（おふえさま）
7. 御鹿島様（おかしまさま）
8. 御姫様（おひめさま）
9. 鬼様（おにさま）

祭事の大まかな流れは、天津司神社（天津司神社の位置/地図）に安置されている9体の人形を、約1キロ南に離れた鈴宮諏訪神社（鈴宮諏訪神社の位置/地図）まで御成道（天津司舞御成道の中間地点/地図）を歩いて移動（御幸）し、鈴宮諏訪神社境内に設置された御船囲い（鈴宮諏訪神社境内御船囲いの位置/地図）の内側で舞いを奉納し、奉納終了後9体の人形は同じ道を戻り（還御）、天津司神社に再び安置する。
祭事に関する位置関係は右記の座標一覧を参照。

九曜紋

2012年現在、祭事に奉仕する供奉員は約40名。全員が小瀬地区在住者で構成される天津司の舞保存会の会員である。
供奉員は九曜星の紋所の入った白装束に、藍色または紫色の馬乗袴を着け、白足袋に藁草履を履く。
伴奏（お囃子）に使用される楽器は、横笛3名、太鼓2名の5名で奏でられる。曲目は、御幸の際に奏でられる「お成りの曲」、お舞奉納前半に奏でられる「お舞いの曲」、お舞奉納後半で奏でられる「お狂いの曲」の3曲である。このうち「お成りの曲」はリズムが明瞭ではなく、ゆったりとした横笛の旋律が奏でられた後に、太鼓が静かに叩かれる。「お舞の曲」では「お成りの曲」と、ほぼ同様の旋律と太鼓がゆっくりと繰り返されるが、「お狂いの曲」では明瞭なリズム、速いテンポで横笛と太鼓が同時に奏でられ、加えて供奉員一同が整然と手拍子を打つ。

### 神官お迎え・神事

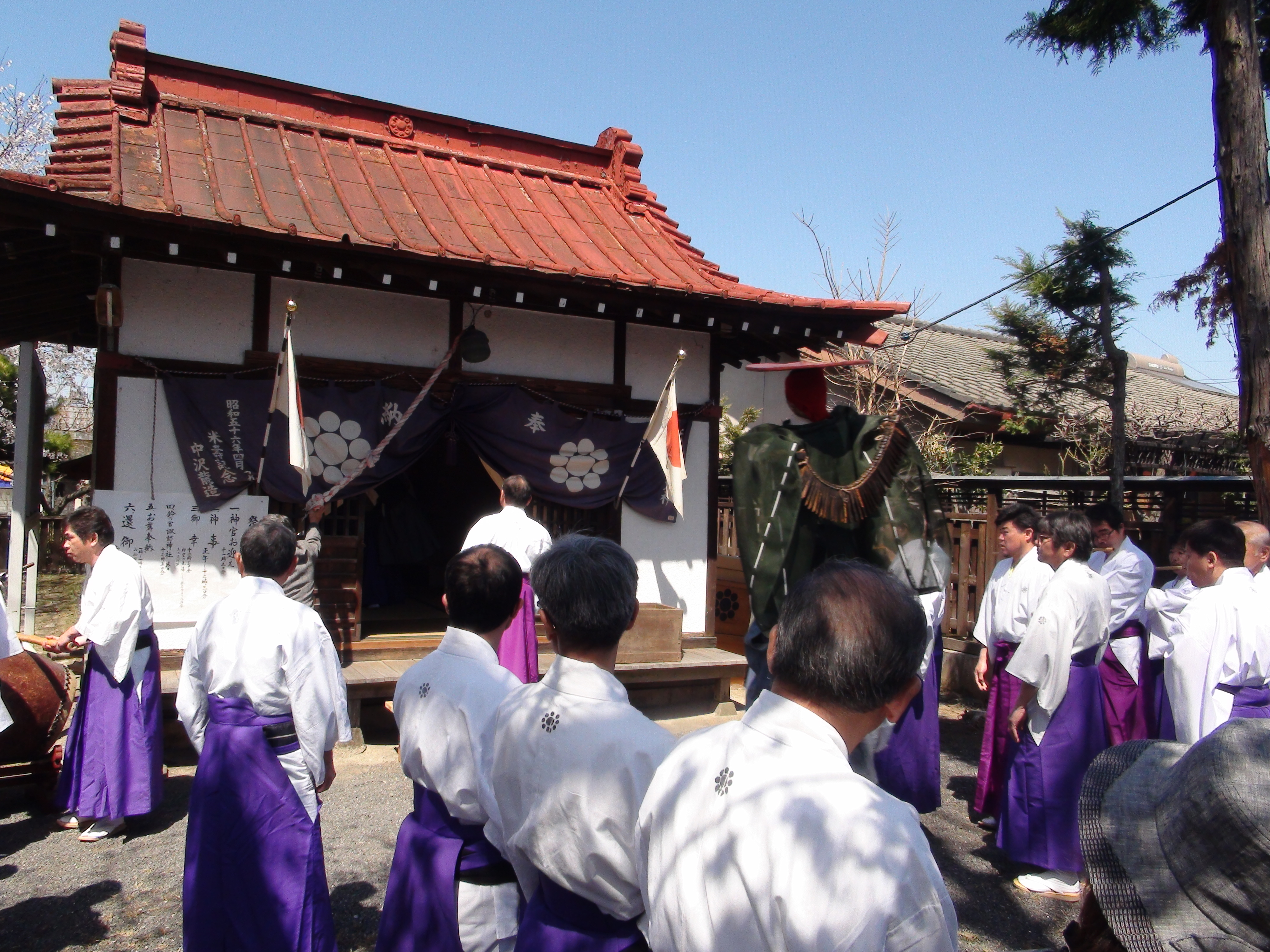
天津司神社社殿から担ぎ出される人形。

祭事当日の午前、天津司神社に集まった供奉員は、社殿内に安置されている9体の人形を取り出し、解体された状態の、笠、冠、首（顔）、胴体、四肢、楽器などを組み合わせ、衣装を着せ顔面を赤い布で覆い、これを順序良く社殿内に並列する。この組み立て作業を「おからくり」と呼ぶ。
正午少し前に、鈴宮諏訪神社より衣冠束帯の神官3名を迎え、参列者一同神前で祓、祝詞を行い、お神酒をいただくと、供奉員によって9体の人形が社殿内から順番に担ぎ出される。

### 御幸
社殿内から運び出された9体の人形は、顔面を赤い布で覆われたまま、神官の先導により行列をつくり、約1キロ南の鈴宮諏訪神社まで御幸される。この御幸の経路を御成道（おなりみち）と言い、以前は田圃の畦道であったが、前述したように昭和61年に小瀬スポーツ公園が造成されたことによって周辺の田圃はなくなり、今日では小瀬スポーツ公園内に設けられた御成道を御幸する。横笛と太鼓による御囃子「お成りの曲」が奏でられる中、9体の人形が供奉員に支えられながら高く差し上げられ鈴宮諏訪神社を目指す。

### 鈴の宮諏訪神社着

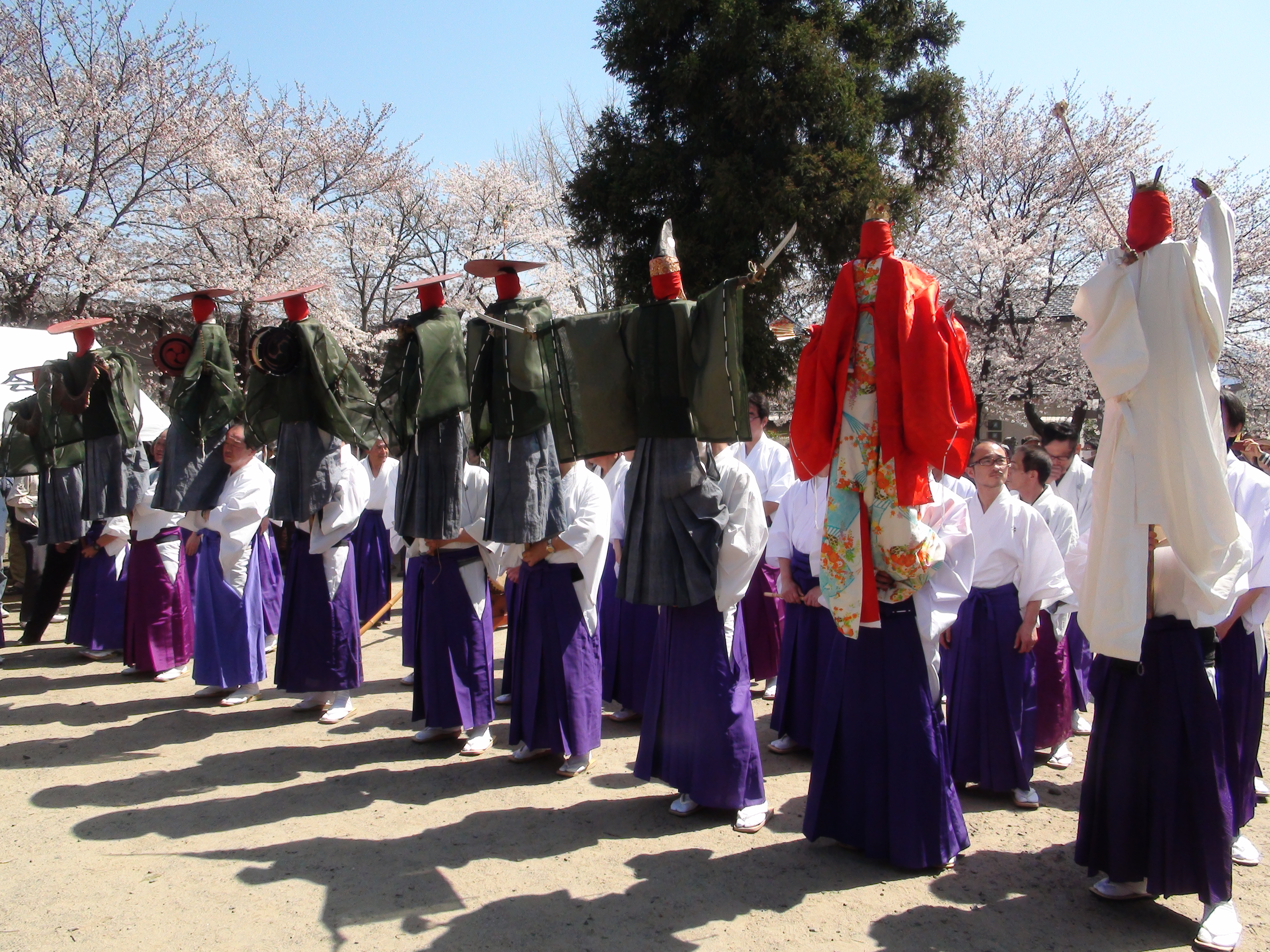
鈴宮諏訪神社に到着した9体の人形。左から一の御編木様、最右が鬼様。

鈴宮諏訪神社に到着した9体の人形は、社殿前に並びお祓いを受けると、境内に設けられた「御船囲い」と呼ばれる舞を奉納する円形の舞台内へ入るが、これを「お船入り」と呼ぶ。御船囲いは境内の南東に設けられており、高さ4尺の葉つき青竹を結いめぐらされた一種の竹矢来で、その内側に九曜星の定紋入りの白幕が円形に張られている。幕の高さは約2メートル、直径は約8メートルほどである。内部は極めて神聖視されており、見学者は御船囲いの外側から、幕の上縁に見え隠れする舞を観る仕組みになっている。

### お舞奉納
お舞奉納は天津司舞のメインとなる神事である。「お船入り」した9体の人形は、御船囲い内側の東側に飾られる。供奉員は中央に円陣をつくり、かしわでを打って清めの式を行う。ここで全ての準備が整い、舞の奉納が始まる。供奉員は楽器を奏でる囃子方と、人形を操る遣い手に大別される。
ご神像（以下、人形）の顔は、木彫りに胡粉を塗ったものであるが、割れるのを防ぐために内部はくり抜かれている。胡粉が塗り直された人形もあるが、年月の経過により胡粉が剥落した人形もある。言い伝えによれば、かつて人形の胡粉を塗り替えたところ、村内に悪病がはやり、これを祟りだと云って恐れたことがあり、以後塗り替えは慎重に行われるようになったという。人形の胴体は2枚の分銅型の板で構成されており、人形の腹部と背中にこの板が使われている。腹部側と背中側の間は、板と棒によって支えられた箱型の空洞になっており、左右の側面は開いたままになっている。胴体上部の穴に丸い穴を開け、そこに頭部をはめ込み、腹部の板の裏側に棒が打ち付けられており、これを持って人形を高く差し上げる。人形の高さは約1.3メートルである。人形の手は胴体の上部などに取り付けられ、胴体内部に吊ってある紐と連動するよう繋がれている。遣い手は人形の衣装の裾から手を入れ、この紐を操ることによって人形の手を動かし、ささらを鳴らしたり、太鼓を叩く動作をさせる仕組みになっている。
舞は以下に示した順序に従い、御船囲いの内側を反時計回りに周回しながら行われ、2体1組で行われる舞が4回、1体のみで行われる舞が1回の、合計5回の舞が演じられる。舞の開始で初めて各人形の顔を覆う赤い布が外される。各回とも舞の基本動作はほとんど同じで、最初の3周は「お舞」と呼ばれる静かな動作であるのに対して、4周目からは「お狂い」と呼ばれる動作も囃子のテンポも速くなる動作の激しい舞が3周行われる。周回しながら人形を幕の中に隠れたり、現れたり激しく上下する。「お狂い」が終わると、再び静かな「お舞」が3周行われ、計9周したところで人形は退き、次の人形の舞に移っていく。舞の終わった人形は即座に赤い布で再び顔を覆われる。

#### 御編木様

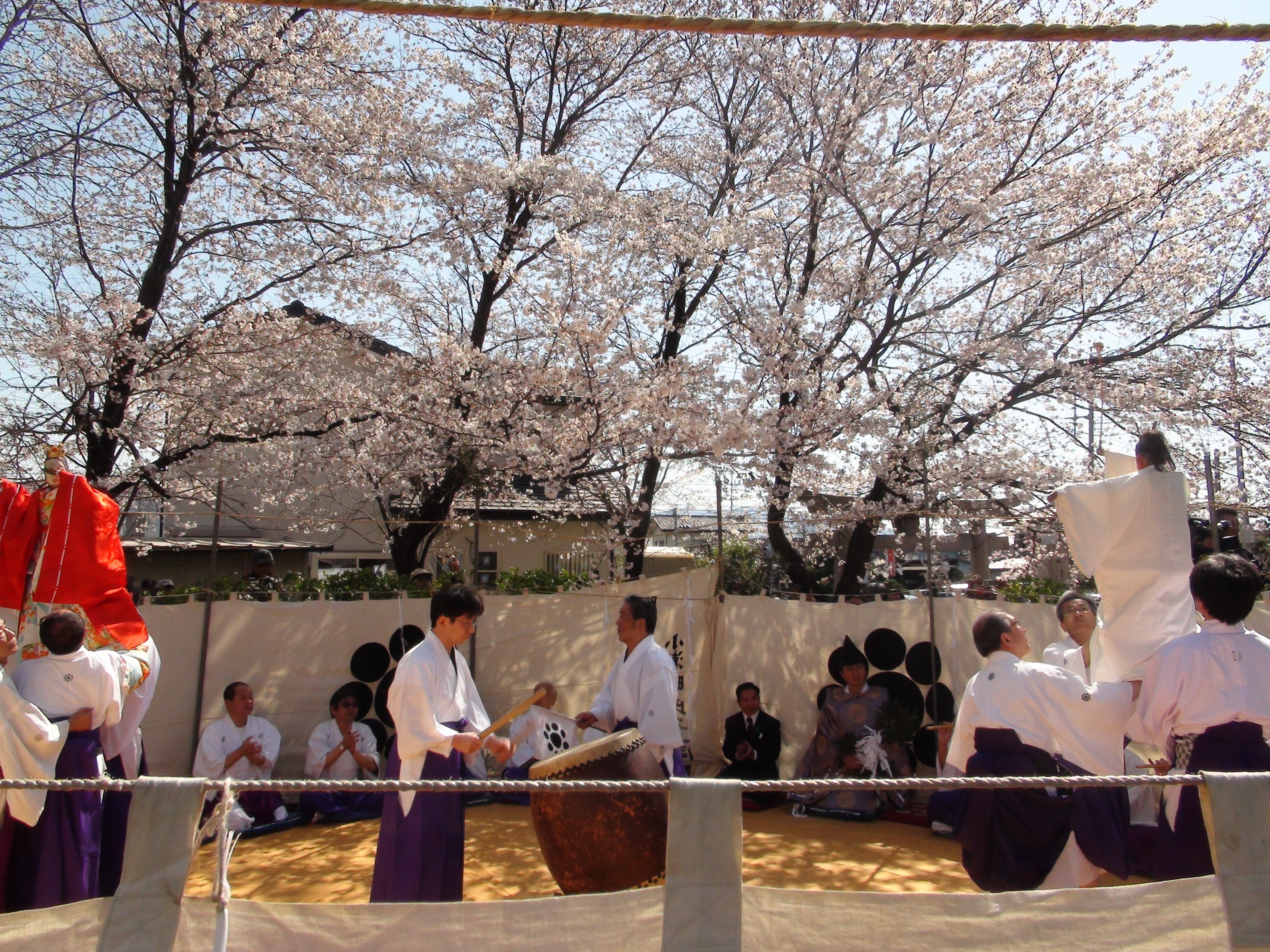
御船囲いで演じられる天津司舞。場面は御姫様と鬼様の舞。九曜星の定紋入りの幕が張られる。

最初の舞は、一の御編木様、二の御編木様の2体で行われる。御編木様の2体は頭に平笠をかぶり、両手に楽器ささらを持ち、表情は面長で鼻の下にはひげをたくわえている。御編木様の持つ編木（ささら）は、別名びんささらとも言い、富山県五箇山地方の民謡である、『こきりこ節』に用いる民俗楽器こきりこささらがよく知られており、多数の木片が紐で結びつけられ、両端にある取っ手を両手で伸縮、操作することで木片の摩擦音を出す、田楽特有の楽器である。天津司舞の御編木様2体が持つささらは、いずれも幅約3分（ぶ）、長さ約3寸の木片が麻の紐でつづられている。びんささら全体の長さは約1尺5-6寸で、一の御編木様の木片は45枚、二の御編木様の木片は62枚である。御編木様を操る遣い手は1体につき3名。遣い手の操作で人形の手が動かされ、びんささらの音が鳴らされる。
|              |              |
| 一の御編木様 | 二の御編木様 |

#### 御太鼓様
次の舞は、一の御太鼓様、二の御太鼓様の2体で行われる。御太鼓様の2体も頭に平笠をかぶり、左手に直径約8寸、厚さ約2寸ほどの小太鼓を持ち、右手には太鼓を叩く桴（ばち）を持つ。表情は御編木様とほぼ同様である。御太鼓様を操る遣い手は1体につき3名。遣い手の操作によって人形の手が動かされ、太鼓を叩く動作が行われる。なお人形の持つ楽器が実際に音を鳴らすことができるのは前述のささらのみで、この御太鼓様や次の御笛様、御鼓様などは演奏の動作を行うのみで音は出ない。
|              |              |
| 一の御太鼓様 | 二の御太鼓様 |

#### 御鼓様・御笛様
次の舞は、御鼓様、御笛様の2体で行われる。御鼓様も平笠をかぶり、右手に直径4-5寸、高さ約7寸の小鼓を持ち、左手を下にして舞いながら小鼓を打つ動作を行う。御笛様も平笠をかぶっているが、笠の頂部に韓風の飾りがつけられており、両手に長さ約1尺の明笛（みんてき）を持って、吹奏する動作を行う。表情は前4体とほぼ同様である。御鼓様は3名の遣い手によって操られるが、御笛様の遣い手は1名である。
|        |        |
| 御鼓様 | 御笛様 |

#### 御鹿島様

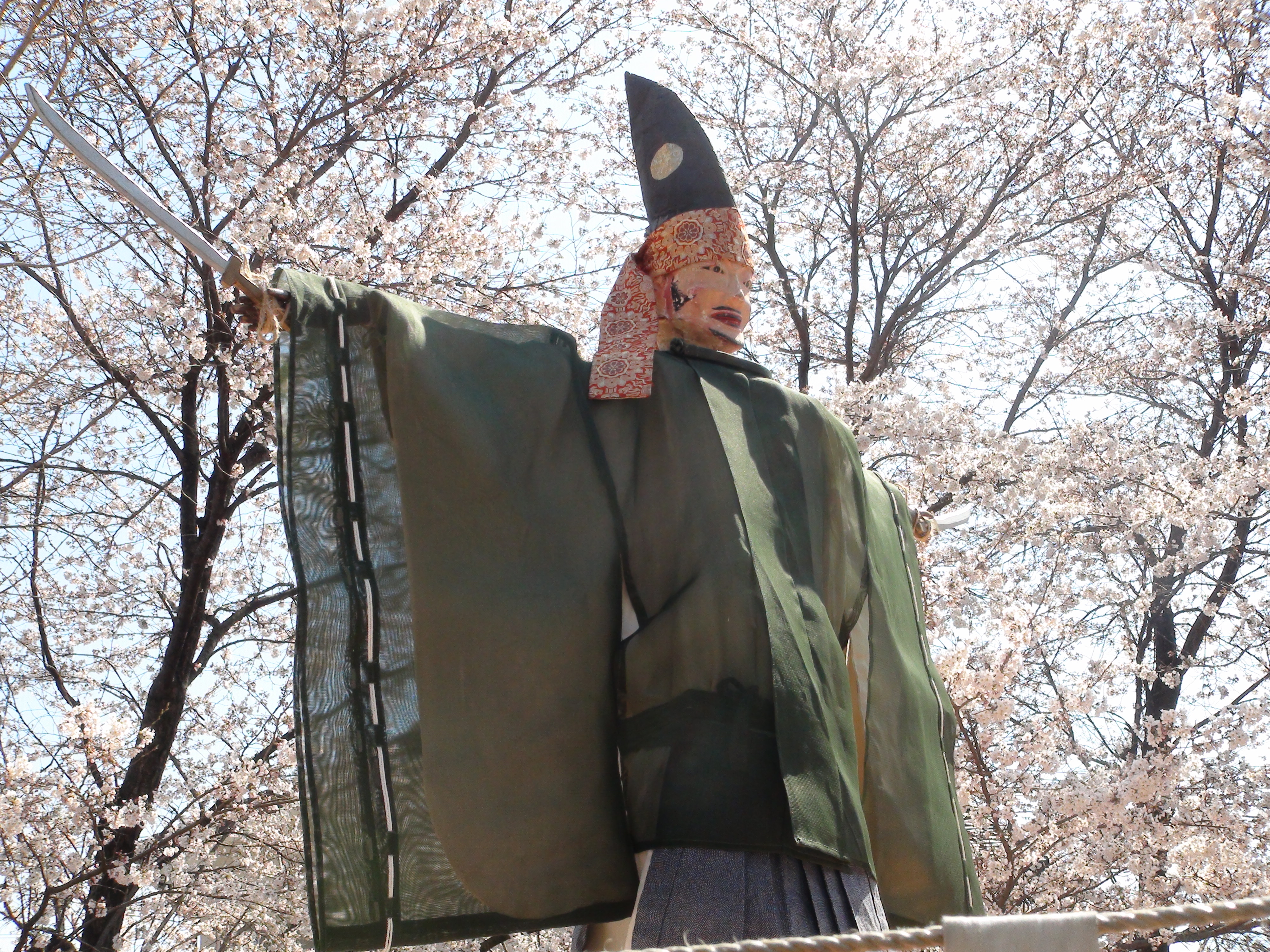
御鹿島様の舞。

続いて行われる舞は、御鹿島様1体で行われる。衣装は前6体と同様のものであるが、表情はやや異なり、いわゆるエラ張り顎で武張って見える。頭には引立烏帽をかぶり、金襴の鉢巻を締め、左右に大きく広げた両手に木製の小刀を持っている。9体の中で最も大きな人形であるが、遣い手は1名である。舞の形式は他の人形と変わらないが、「お狂い」の際に、縁起物として木で作られた、人形と同じ数9本の小刀が幕の外に投げられ、見学者は競ってこの小刀を拾う。
|          |
| 御鹿島様 |

#### 御姫様・鬼様

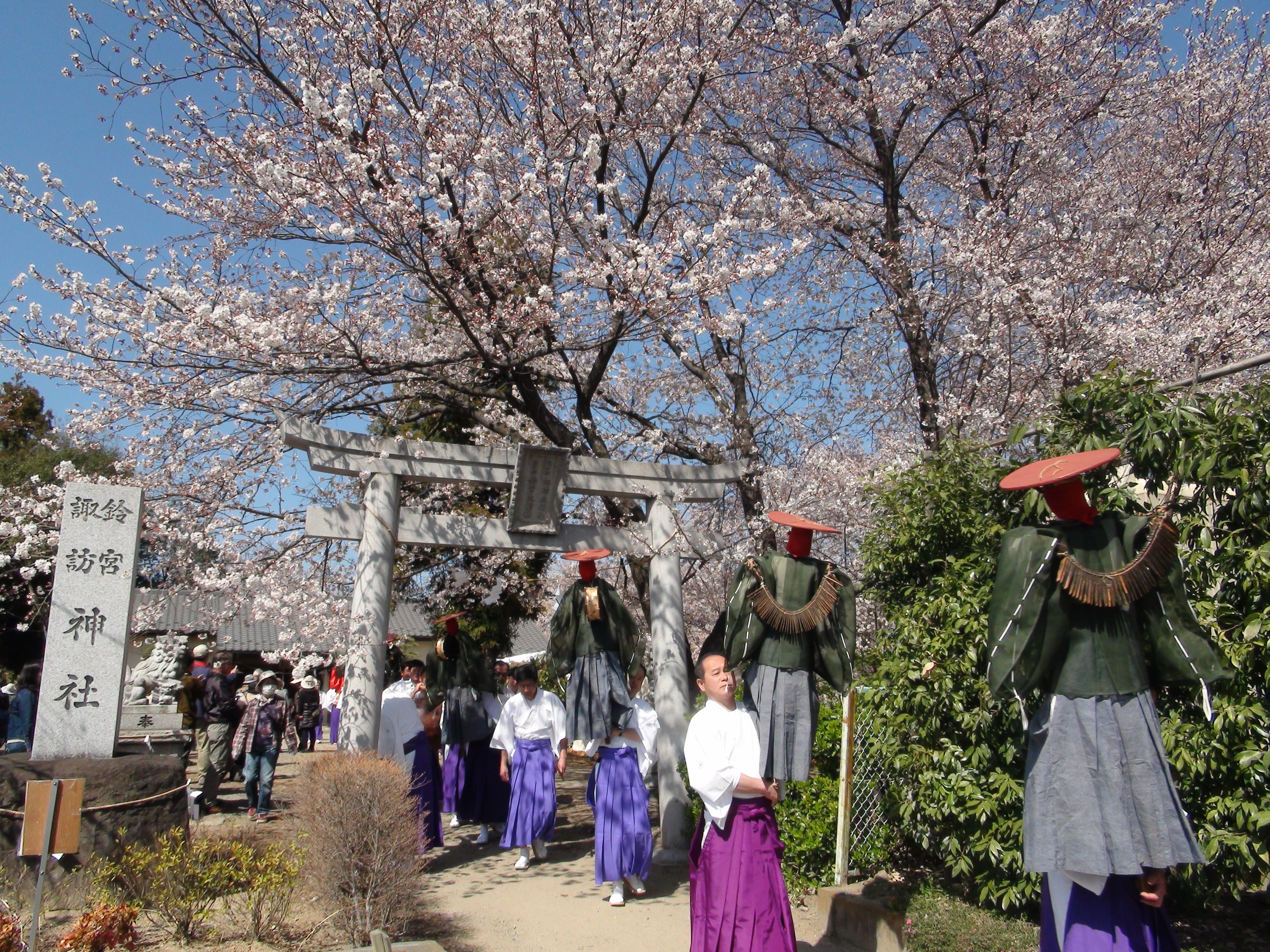
鈴宮諏訪神社を出発する天津司人形。

最後の舞は、御姫様と鬼様の2体で行われる。この2体は、ここまで演じられてきた人形とは、顔立ち、衣装とも大きく異なる。御姫様は下げ髪の頭に瑤珞の冠を載せ、右手に扇子を持ち、衣装は紅色の打掛姿である。鬼様は切り下げ髪の頭に、羽のある冠をかぶり、右手に払子（ほっす）を持ち、白衣（びゃくい）の衣装である。この2体は9体中、最も操るのが難しいと言われており、2体とも遣い手は3名ないし4名で行われる。鬼様が御姫様を追いかける舞が繰り広げられる。
|        |      |
| 御姫様 | 鬼様 |

### 還御

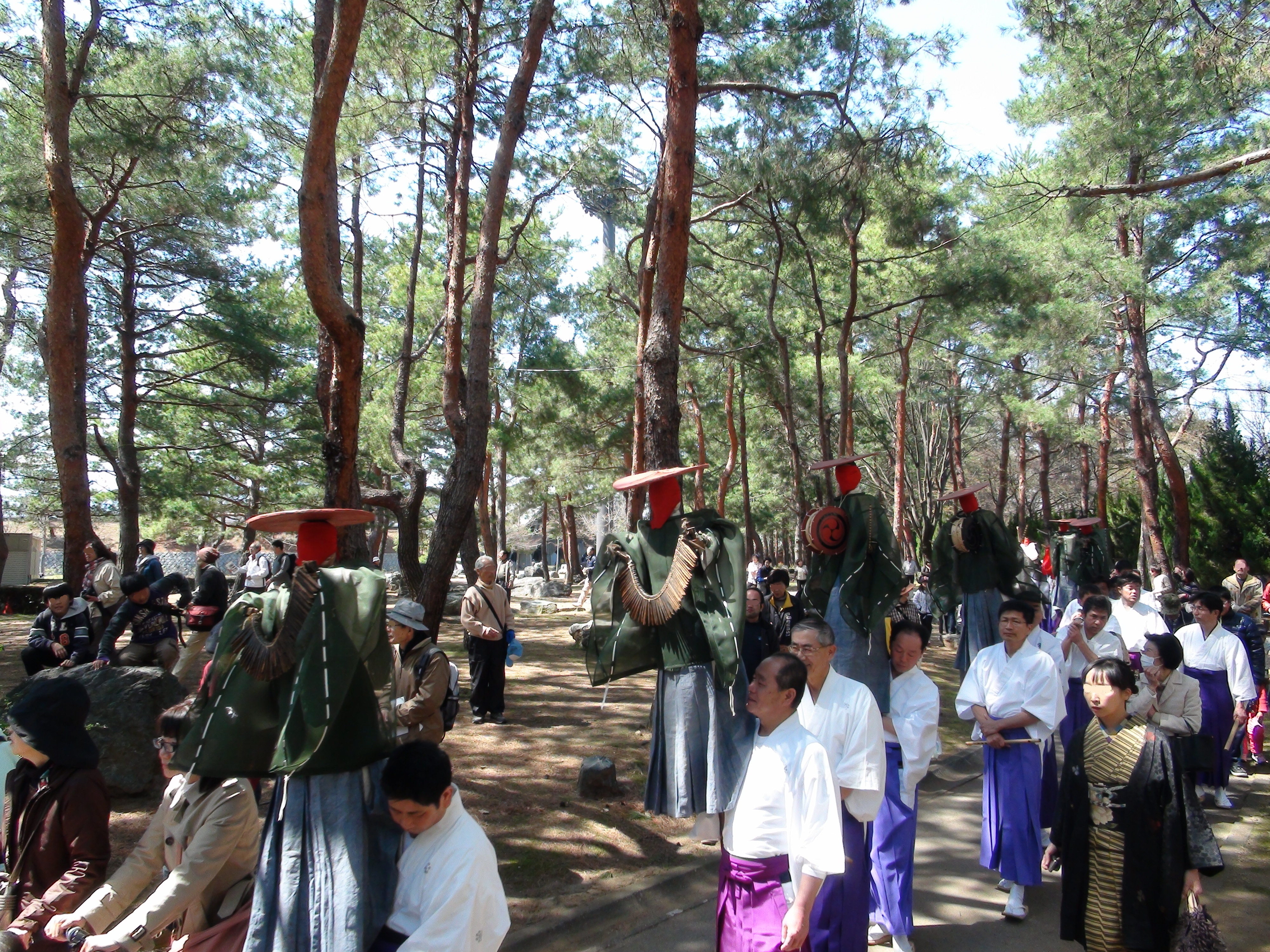
小瀬スポーツ公園内の御成道を御幸する天津司人形

御姫様と鬼様の舞が終わると、供奉員は再び中央に円陣をつくり、同様にかしわでを打って式を閉じ、9体の人形は供奉員に担がれ、再び御成道を天津司神社まで還御する。天津司神社へ戻った人形は、「おくずし」と呼ばれる作業によって、元の解体された姿に戻り神庫に格納され、再び天津司舞を奉納する翌年まで1年間の眠りにつく。

## 保存活動
重要無形民俗文化財に指定された1976年（昭和51年）に、小瀬町住民から構成される天津司の舞保存会が発足し、2012年現在の会員数は約40名。保存会の供奉員は発足当初は農業を営む者が多かったが、今日ではほとんどが会社員や自営業の男性であり、限られた時間の中で、舞の操りや、楽譜のない口伝による横笛など、お囃子の練習が行われ、毎年4月に行われる天津司舞祭典が守り継がれている。